# Biga de Cruïlles
La Biga de Cruïlles és una biga romànica procedent del Monestir de Sant Miquel de Cruïlles (Baix Empordà, Catalunya) que actualment s'exposa al Museu d'Art de Girona. Fa 370 cm de llargada, és de secció rectangular de 13,5 cm per 9 cm i està pintada al tremp. Se la considera obra d'inicis del segle xiii.

## Monestir

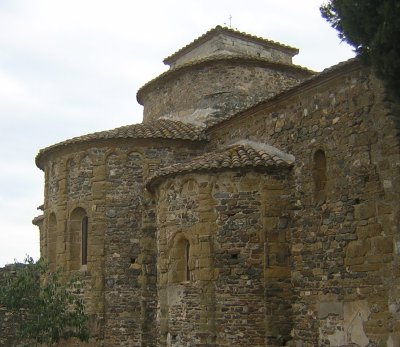
Monestir de Sant Miquel de Cruïlles.

Sant Miquel de Cruïlles és un antic monestir, benedictí, romànic que es troba en el veïnat de Sant Miquel de Cruïlles, del municipi de Cruïlles, Monells i Sant Sadurní de l'Heura, comarca del Baix Empordà. Es troba a 4 km de la Bisbal d'Empordà per la carretera de Cassà de la Selva.
Des de l'any 2008 i fins a l'actualitat, el Consell Comarcal del Baix Empordà, conjuntament amb altres administracions, ha iniciat diverses tasques de restauració de l'església. Les principals s'han centrat en l'assentament de l'estructura de l'edificació, l'eliminació d'humitats, la conservació i preservació de les pintures romàniques dels lleons i la traïció de Judes, i una intervenció arqueològica en extensió de les tres naus que conformen l'edifici.

## Història
Va ser trobada casualment l'any 1936 per Joan Sutrà Viñas durant el procés de desmuntatge i restauració del Retaule de Sant Miquel del mateix monestir, conservat també al Museu d'Art de Girona. La biga formava part, en origen, de l'estructura d'un baldaquí que cobria l'altar major de l'església. Per això només té decoració per tres de les seves cares, les visibles als fidels (ja que la cara interna no es veia). Aquesta biga hauria estat aprofitada com a travesser, per unir la part de la predel·la amb el retaule.

## Composició i iconografia
Els colors que destaquen en la decoració són sobretot terrosos: ocres, vermells, marrons, etc., amb tocs de verd i blanc en zones puntuals. Les cares inferior i posterior de la biga han estat decorades només amb motius florals. La millor conservada és la inferior.
La cara central és decorada amb motius figurats, i és la més interessant iconogràficament; presenta una curiosa processó de clergues. Llegint l'escena d'esquerra a dreta, s'hi observa un edifici amb arcuacions de tipus llombard i una creu grega a la porta. A l'entrada d'aquest edifici hi ha un bisbe o abat amb la crossa episcopal a la mà dreta i la mitra al cap, acompanyat de dos assistents que aguanten el gremial o drap litúrgic.
A continuació hi ha una colla de clergues amb capa pluvial oberta pel davant, llarga i sense mànigues, totes adornades de forma diversa. Sembla que s'hi pot apreciar la caputxa, que als primers temps portaven les capes pluvials. Els monjos estan vistos de perfil i amb la boca mig oberta en actitud de cantar. Alguns sostenen llibres, uns altres porten un encenser i la majoria aguanten una espalmatòria. Els dos monjos que precedeixen el grup, a l'extrem esquerre, vesteixen dalmàtica i sostenen uns canelobres. Als ambdós costats de la processó hi ha unes delicades estilitzacions vegetals resoltes amb uns puntejats blancs.
Aquesta escena podria tractar-se, atès que el monestir és dedicat a Sant Miquel arcàngel, de la processó del mont Gargano després de la primera aparició de St. Miquel. Llavors, qui presidiria la processó no seria un abat sinó el bisbe de Siponte. Aquest tema també el trobem al frontal d'altar de Soriguerola (actualment al MNAC), d'una manera diferent.
Es conserva molt poca pintura sobre taula gironina, l'estudi estilístic i cronològic d'aquesta biga es fa difícil, però així i tot, s'ha relacionat, tant pel procediment tècnic com per la meticulositat narrativa, amb la pintura sobre taula del suposat taller de Vic, i especialment amb el frontal d'altar dedicat a la vida de la Mare de Déu procedent del Coll, actualment al Museu Episcopal de Vic.